# Shaparak Shajarizadeh
Shaparak Shajarizadeh (en persa: شاپرک شجری زاده‎) (Irán, 1975) es una activista iraní por los derechos de las mujeres. Fue arrestada y encarcelada dos veces por desafiar las leyes de Irán sobre las leyes obligatorias del hijab.También es miembro del comité de mujeres del Consejo de Transición de Irán. Shajarizadeh es bien conocida por sus esfuerzos para empoderar los derechos de las mujeres en Irán y su activismo contra la ley contemporánea del hijab obligatorio de Irán. Fue pionera en campañas en línea como "Girls of Revolution Street" y "White Wednesday" como parte de las protestas contra la obligatoriedad del hijab en un esfuerzo por alentar tanto a hombres como a mujeres en Irán a publicar imágenes en las redes sociales sin usar pañuelos en la cabeza.

## Biografía
Shajarizadeh nació y se crio en Irán. Pasó la mayor parte de su vida en Irán hasta 2018. En julio de 2018, después de enfrentar sanciones y presiones, huyó a Turquía, donde se reunió con su hijo mientras su esposo estaba en Irán durante ese tiempo. Luego emigró a Canadá en 2018, donde actualmente se encuentra exiliada y se estableció en Toronto con su marido e hijo. En julio de 2018, en su cuenta de Instagram reveló que se fue de Irán debido a la violencia en curso contra activistas.

## Activismo
El 21 de febrero de 2018, fue arrestada por protestar quitándose un pañuelo en la cabeza y agitándolo en una calle de Gheytarieh y testigos presenciales dijeron que la policía la atacó brutalmente, la golpeó y abusó de ella por la espalda y la detuvo. El videoclip que mostraba a Shajarizadeh sin el pañuelo en la cabeza se volvió viral en las redes sociales y desencadenó movimientos de desobediencia civil en línea como Chicas de la Calle Revolución Islámica (Girls of Revolution Street) y White Wednesdays. Alentó a hombres y mujeres a "publicar imágenes en las redes sociales de ellos mismos vistiendo blanco o sin pañuelo en la cabeza para protestar por ser obligados a usar el hiyab. Fue acusada de alentar la posible prostitución, iniciar propaganda nacional contra el Gobierno de Irán y la seguridad nacional. Más tarde fue liberada bajo fianza en abril de 2018 después de pasar dos meses en la cárcel.
De nuevo, el 1 de mayo de 2018, por quitarse repetidamente el pañuelo en público, fue arrestada junto con su hijo y liberada en cuestión de horas. Luego huyó de Irán. En julio de 2018, fue condenada in absentia a un total de 20 años de prisión; 2 años en la prisión de Qarchak, además de una pena de prisión suspendida de 18 años.
También dio crédito a la abogada Nasrin Sotoudeh, aclamada internacionalmente, quien también defendió la lucha contra el uso del hijab obligatorio. En febrero de 2020, también pidió al pueblo iraní que boicoteara las elecciones parlamentarias e insistió en que los iraníes habían perdido la fe en los políticos.
Vive en el exilio en Canadá  donde trabaja como investigadora principal en el Raoul Wallenberg Centre for Human Rights junto con el defensor canadiense de los derechos de las mujeres Irwin Cotler .
Junto con la periodista canadiense Rima Elkouri, ha escrito una autobiografía La Liberté n'est pas un crime (La libertad no es un crimen).

## Premios y reconocimientos
- En febrero de 2020, en la Cumbre de Ginebra por los Derechos Humanos y la Democracia se le otorgó el Premio Internacional de los Derechos de la Mujer por sus esfuerzos para mantener los derechos de las mujeres en Irán.[13][14]
- Fue incluida en la lista de la BBC de 100 mujeres inspiradoras e influyentes de todo el mundo.[15]